# Juan Manuel
Don Juan Manuel (ur. 5 maja 1282 w Escalonie, zm. 1348 w Kordobie?) – członek rodu królewskiego i pisarz języka kastylijskiego, jeden z głównych reprezentantów średniowiecznej prozy fabularnej, sławny jako autor Księgi hrabiego Lucanora (El conde Lucanor), zawierającej moralizujące opowieści (exempla). Ojciec przyszłej królowej Kastylii i Leónu Joanny.

## Twórczość
Był autorem niezwykle płodnym. Spośród czternastu znanych tytułów jego dzieł, zachowało się osiem. Świadczą one o szerokim horyzoncie zainteresowań ich twórcy i głębokim wpływie, jaki wywarł na jego twórczość stryj, król Alfons X. Wszystkie utwory Manuela świadomie tworzą wizerunek autora, możnowładcy z królewskiego rodu. Przynoszą też bogaty obraz średniowiecznego społeczeństwa, szczególnie stanu rycerskiego w takich utworach jak Libro de caza (Księga o polowaniu), Libro de caballero et del escudero (Księga rycerza i giermka) czy Libro del infante (Księga infanta, zwana też Księgą stanów). Wyraźnie autobiograficzny charakter mają księgi Castigos y consejos a su hijo (Rady i przestrogi dla syna) oraz Libro de las armas (Księga o herbie), gdzie do głosu dochodzą ambicje potomka Ferdynanda III Świętego. Prawdopodobnie pod koniec życia napisał Manuel dedykowany przerowi dominikanów w Peñafiel Tratado de Asunción de la Virgen (Traktat o Wniebowzięciu Najświętszej Marii Panny).
Najsławniejszym dziełem Manuela pozostaje Libro del conde Lucanor (Księga hrabiego Lucanora). Utwór składa się z pięciu części połączonych w całość za pomocą dialogu pomiędzy hrabią Lucanorem i jego doradcą Patroniem. Część pierwsza składa się z 50 egzempli, trzy kolejne zawierają, odpowiednio, 100, 50 i 30 sentencji. Księgę zamyka traktat o zbawieniu duszy. Na końcu księgi autor kładzie datę jej ukończenia: 12 czerwca 1335 roku.